# Isaac de Beausobre

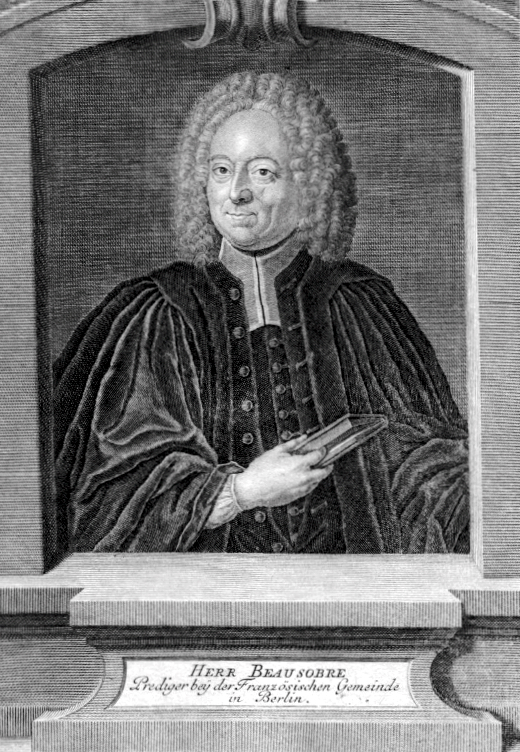
Porträt des Isaac de Beausobre als Prediger von Johann Martin Bernigeroth

Isaac de Beausobre (* 8. März 1659 in Niort; † 5. Juni 1738 in Berlin) war ein französischer Theologe, der heute vor allem durch seine Geschichte des Manichäismus bekannt ist.
Nach dem Studium an der protestantischen Académie de Saumur wurde er im Alter von 22 Jahren ordiniert und danach Pfarrer in Châtillon-sur-Indre. Nach dem Widerruf des Edikts von Nantes floh er im November 1685 nach Rotterdam in den Niederlanden. 1686 wurde er der Geistliche von Henriette Catharina von Oranien-Nassau in Dessau. 
1693 ging er nach Berlin, wo er schließlich königlicher Hof-Pfarrer, Direktor des „Maison français“, eines Hospizes für die französische Kolonie, Inspektor des französischen Gymnasiums und Superintendent der hugenottischen Gemeinden in Brandenburg wurde.
Dauernde Bedeutung hat Isaac de Beausobre vor durch allem seine Geschichte des Manichäismus. Er vermutete als erster, dass das manichäische „Buch der Riesen“ auf den als Buch der Wächter bekannten Teil des 1. Henochbuches zurückgeht. Noch W. B. Henning, eine der Autoritäten auf dem Gebiet, nennt sein Werk 1943 mit Hochachtung „one of the best books ever written on Manichaeism“.
Von seinen weiteren Arbeiten erschienen postum eine Geschichte der Reformation sowie eine französische Übersetzung der Übersetzung des Neuen Testaments von Luther.
Isaac de Beausobre ist der Vater des Schriftstellers Ludwig Beausobre.

## Werke
- Histoire Critique de Manichée et du Manichéisme. 2 Bände, Amsterdam 1734 und 1739 (Digitalisate: I; II). Nachdruck: Zentralantiquariat der DDR, Leipzig 1970.
- Histoire De La Réformation, Ou Origine Et Progrès Du Luthéranisme, Dans l’Empire & les États de la Confession d’Augsbourg, depuis 1517 jusqu’en 1530. 4 Bände, Garde, Berlin 1785 f.
- Le Nouveau Testament De nôtre Seigneur Jesus Christ. Traduit en françois par Mrs. de Beausobre & Lenfant. Verdeutscht von D. Martin Luthern. Decker, Basel 1746.